# Директива 2008/68/ЕС
Директива 2008/68/ЕС, также известна как Директива Европейского Парламента и Совета Европейского Союза 2008/68/ЕС от 24 сентября 2008 г. «о внутренних перевозках опасных грузов» (англ. Directive 2008/68/EC of the European Parliament and of the Council of 24 September 2008 on the inland transport of dangerous goods) — нормативный акт, которым регулируется соблюдение максимально возможных условий безопасности при перевозке опасных грузов автомобильным, железнодорожным или внутренним водным транспортом. Документ был принят 24 сентября 2008 года в Брюсселе Европарламентом и Советом Европейского Союза и вступил в силу 20 ноября 2008 года.

## История создания
Изначально нормы, которыми регулировался порядок осуществления перевозки опасных грузов автомобильным и железнодорожным транспортом были установлены Директивой 94/55/EC Совета ЕС от 21 ноября 1994 года «о сближении законодательства государств-членов ЕС об автомобильных перевозках опасных грузов» и Директивой 96/49/EC Совета ЕС от 23 июля 1996 года «о сближении законодательства государств-членов ЕС о железнодорожных перевозках опасных грузов». В целях приведения норм законодательства к современным требованиям были разработаны и приняты изменения, что привели к принятию Директивы 2008/68/ЕС. Своими положениями она отменила ранее действующие нормы Директив 94/55/ЕС и 96/35/ЕС.
На данный момент ведутся консультации по поводу возможного внесения изменений в Директиву 2000/68/ЕС после выхода Великобритании из Европейского союза. Будучи членом Евросоюза Великобритания приняла на себя обязанности по соблюдению вышеупомянутой Директивы как на внешних, так и на внутренних перевозках. После прекращения членства в ЕС Великобритания сможет по собственному усмотрению регулировать транспортное законодательство, однако страны-члены ЕС выражают опасения, что разногласия между правовыми системами приведут к возникновению угрозы при перевозки опасных грузов.

## Характеристика документа

### Структура
- Преамбула (Whereas, состоит из п[8].1-29);
- Ст. 1-14 (Articles 1-14);
- Приложение I. Дорожные перевозки (Annex I Transport by road);
- Приложение II. Железнодорожная перевозка (Annex II Transport by rail);
- Приложение III. Перевозка по внутренним водным путям (Annex III Transport by inland waterway)[1][9].

### Задачи
Главная задача Директивы 2008/68/ЕС состояла во взаимной реализации странами-членами Евросоюза гарантий надлежащей перевозки опасных грузов (взрывчатые вещества, легковоспламеняющиеся жидкости и токсичные вещества) автомобильными, железнодорожными и внутренними водными путями. Также нормы Директивы направлены на устранение угроз для безопасности граждан и окружающей среды.